# Droomvlucht (darkride)
Droomvlucht is een hangende darkride in het Nederlandse attractiepark de Efteling en opende 1993 in het themagebied Marerijk.

## Geschiedenis

### Inspiratie
Vanwege het 40-jarig jubileum wilde de Efteling uitpakken in 1992 met iets groots. Ook met het oog op het feit dat datzelfde jaar Euro Disney zou openen. Men was het er vrij snel over eens dat het een darkride moest worden. Echter over het transportsysteem en het thema was men nog niet uit. Tijdens een werkbezoek in 1989 aan de 'attractiebeurs' viel het oog op een trackless darkride van de fabrikant CPM. Uiteindelijk koos men voor een hangende darkride. Oorspronkelijk zouden de gondels een totaal andere vorm krijgen, waarbij bezoekers achter elkaar zouden zitten. Qua thema had het ontwerpteam diverse ideeën zoals de Gouden Eeuw en diverse bekende schilders zoals Jheronimus Bosch en Pieter Bruegel de Oude. De genoemde thema's dienden als leidraad voor de attractie.

### Bouw
De bouw van Droomvlucht liep velen malen vertraging op. In september 1990 moest fabrikant CPM de eerste onderdelen leveren voor de bouw. Echter door financiële problemen kon CPM niet zijn afspraken nakomen. Hierop heeft de Efteling het patent op het prototype voor het transportsysteem gekocht van het bedrijf en heeft hierna andere fabrikanten benaderd om de attractie te ontwikkelen. Uiteindelijk vond de Efteling een aantal bedrijven die de attractie wilde bouwen. Het Duitse BHS verzorgde de steunkolommen, Translift fabriceerde het transportsysteem. Echter bleek fabrikant Translift de opdracht niet aan te kunnen, omdat het geen ervaring in de pretparkindustrie had. Translift leverde van origine onderdelen aan de auto-industrie. Ook de motoraandrijving van CPM voor de gondels waren te zwak. Oorspronkelijk waren de gondels voor de aandrijving uitgerust met één servomotor, die niet opgewassen bleek tegen het reguliere gebruik. Uiteindelijk heeft een Nederlands bedrijf, gespecialiseerd in aandrijftechniek, een nieuw ontwerp gemaakt voor het aandrijfsysteem en er daarmee voor gezorgd dat het publiek van deze attractie gebruik kon gaan maken. Dit ontwerp bestond onder andere uit een tweevoudige servo-aandrijving gekoppeld met een elektronisch differentieel. Door alle tegenslagen liep de bouw forse vertraging op, omdat telkens allerlei onderdelen opnieuw ontworpen moesten worden. Het verwachte openingsjaar van 1992 werd niet meer gehaald. De Efteling gaf echter wel rondleidingen aan bezoekers, in datzelfde jaar, over de bouwplaats. 8 april 1993 opende Droomvlucht voor het publiek en op 10 juni vond de officiële opening plaats. Tijdens de openingsceremonie vatte de entree van Droomvlucht vlam tijdens de vuurwerkshow. De schade bleef echter beperkt. Droomvlucht kostte de Efteling door alle tegenslagen ƒ7 miljoen extra.

### Inhoud
Bezoekers nemen plaats in gondels, die hangend aan een rails langs verschillende scènes lijken te zweven. De attractie toont verschillende taferelen gebaseerd op sprookjes en folklore. Zo krijgt het publiek een droomwereld voorgeschoteld van onder meer elfjes, trollen, faunen en zwevende kastelen. Er is geen specifieke verhaallijn aan de scènes gekoppeld.

### Muziek
De sfeermuziek voor de diverse scènes in Droomvlucht is gecomponeerd door Ruud Bos. De composities die hij voor Droomvlucht schreef waren: Kastelenrijk, Wonderwoud, Elfentuin, Sterrentunnel, Hemelburchten en Zompenwoud. Elke compositie vertegenwoordigt een gedeelte van de attractie.

### Latere aanpassingen
Om de capaciteit van de darkride te verhogen werd in 1994 de maximumsnelheid van de gondels in de scène het Zompenwoud verhoogd naar 18 km/u. Een rit duurde hierdoor korter qua tijd. Twee jaar later in 1996 werd een deel van de wachtruimte gesloten om het in te richten als recreatie- en entertainmentruimte. Een deel van de wachtrij in de buitenlucht wordt overdekt. In 2008 en 2009 worden over het gehele traject in het kader van de brandveiligheid evacuatieplateaus geplaatst. Een deel van de plateaus worden gecamoufleerd zoals met een grasmat in de Elfentuin.
In 2013 werd Droomvlucht enkele malen gesloten voor een renovatie van €2,5 miljoen. Hierbij werden een aantal scènes volledig opnieuw opgebouwd en werden delen van het transportsysteem opnieuw aangelegd. Ook werd de Sterrentunnel vernieuwd, werd er extra beplanting geplaatst en werd er een slingerende trol aan het Zompenwoud toegevoegd. Tijdens dezelfde renovatie werd ook de wachtrij onder handen genomen. Het volledig decoreren van de wachtrij was geen optie vanwege de tekorten aan capaciteit die dan zouden ontstaan. Daarom werd ervoor gekozen om het plafond en de muren te decoreren met beplanting en lichtbollen.
Sinds 2018 is er voor bezoekers die vanwege een handicap de attractie niet mogen bezoeken een VR-experience geopend waar zij alsnog de attractie door middel van een vr-bril kunnen bekijken (Virtuele Droomvlucht).
Bij de renovatie in het voorjaar 2023 werden in verschillende scènes elfjes toegevoegd met een andere dan witte huidskleur.

### Brand
Op 30 april 2007 ontstond er brand in de attractie. Hoewel de brand beperkte schade aanrichtte en in vijf minuten onder controle was, waren er wel mensen die last van de rook hadden. De brand was ontstaan door kortsluiting in een elektriciteitskast tussen twee gondels. Sommige bezoekers zaten bijna anderhalf uur vast in de attractie, omdat de gondels niet naar de plaatsen gingen waar ze heen zouden moeten gaan bij incidenten. Ook op 10 september 2021 was er een brand, in de Elfentuin. Het gebeurde voor opening van het park. Er was voornamelijk schroeischade.

## Rit
De entree van de darkride kenmerkt zich door een witte façade. Op de façade zijn twee grote rozen afgebeeld. Bovenop de entree bevinden zich drie torens. Bij het betreden van de entree loopt men een hoge hal in. Aan het plafond bevinden zich witte lichtbollen en diverse beplanting. Aan een aantal lichtbollen wordt om de bepaalde tijd getrokken door een speciaal mechanisme aan het plafond. De bollen bewegen hierdoor. Vanuit de hal komen bezoekers in een deels overdekte wachtrij terecht. Ook hier hangen aan het plafond witte bollen en beplanting. De muren zijn tevens gedecoreerd met diverse motieven. Halverwege de wachtrij bevindt zich horecapunt Lekkernijen. Dit punt is alleen open als het heel druk is. Vanuit dit gedeelte van de wachtrij komen bezoekers terecht in het station. Het station fungeert tevens als uitgang, souvenirwinkel, bedieningsruimte en horecapunt.
Een rit in de gondel start in een donkere tunnel die in een omhoog gaande helling ligt. Op de achtergrond is continu de lage bas hoorbaar. 
De gondels komen uit in de eerste scène; Het Kastelenrijk. Hier staan in het schemerdonker wiegende kastelen die met licht achter de ramen op hoge rotspunten staan, omringd door watervallen en nevel. Het Kastelenrijk verlaten de voertuigen via een gang in de duisternis. 
Als het voertuig passeert lichten diverse lichten in de muur op en klinken er twinkelende geluidseffecten. De gondel komt terecht in het Wonderwoud. De scène is volledig beplant en uitgevoerd als bos. In de gehele scènes zijn een fee, eenhoorn, elfen, bosgeesten en pratende bomen te zien. De fee is niet continue te zien, maar wordt door middel van het pepper's ghost effect gecreëerd. 
De gondels voeren vanuit het Wonderwoud naar de Elfentuin via een donkere gang. De Elfentuin bevindt zich in en halfronde ruimte. Zoals de naam het al aangeeft is de ruimte gedecoreerd als een tuin met beplanting, vijvers en diverse animatronics van elfen. Vlak voor het verlaten van de Elfentuin voeren de gondels langs Oberon.
Vanuit de Elfentuin voeren de gondels de sterrentunnel in. Een donkere tunnel met sterren in de muren en het plafond. Op de achtergrond is 'dromerige' muziek te horen. 
Vanuit de Sterrentunnel komt men uit in de scène Hemelburchten. Vanaf dit punt gaan de gondel via een stijgende helling omhoog, terwijl bezoekers uitkijken op diverse zwevende planeten met daarop diverse dorpen en steden in schaalmodel. Op de achterwand zijn met lichteffecten voorbij vliegende kometen nagebootst. 
Op het hoogste punt komen de gondels in een ronde ruimte terecht, het Zompenwoud, waar de gondels in een spiraal naar beneden voeren met een topsnelheid van 18 km/u. De ruimte kenmerkt zich door een aantal hoge bomen en een vijver in het midden. In het woud zijn een aantal trollen te vinden zoals een slingerende trol aan het plafond. Tevens is er lichte regen zichtbaar dat vanuit het plafond in de vijver terechtkomt. Eenmaal beneden aangekomen wordt er een foto van de bezoekers genomen, waarna de gondels in het Droommoeras uitkomen. 
Dit is een vrij kleine ruimte waarin trollen en konijnen te zien zijn. Deze scène eindigt bij een neveleffect, waarna de gondels het station binnenrijden.

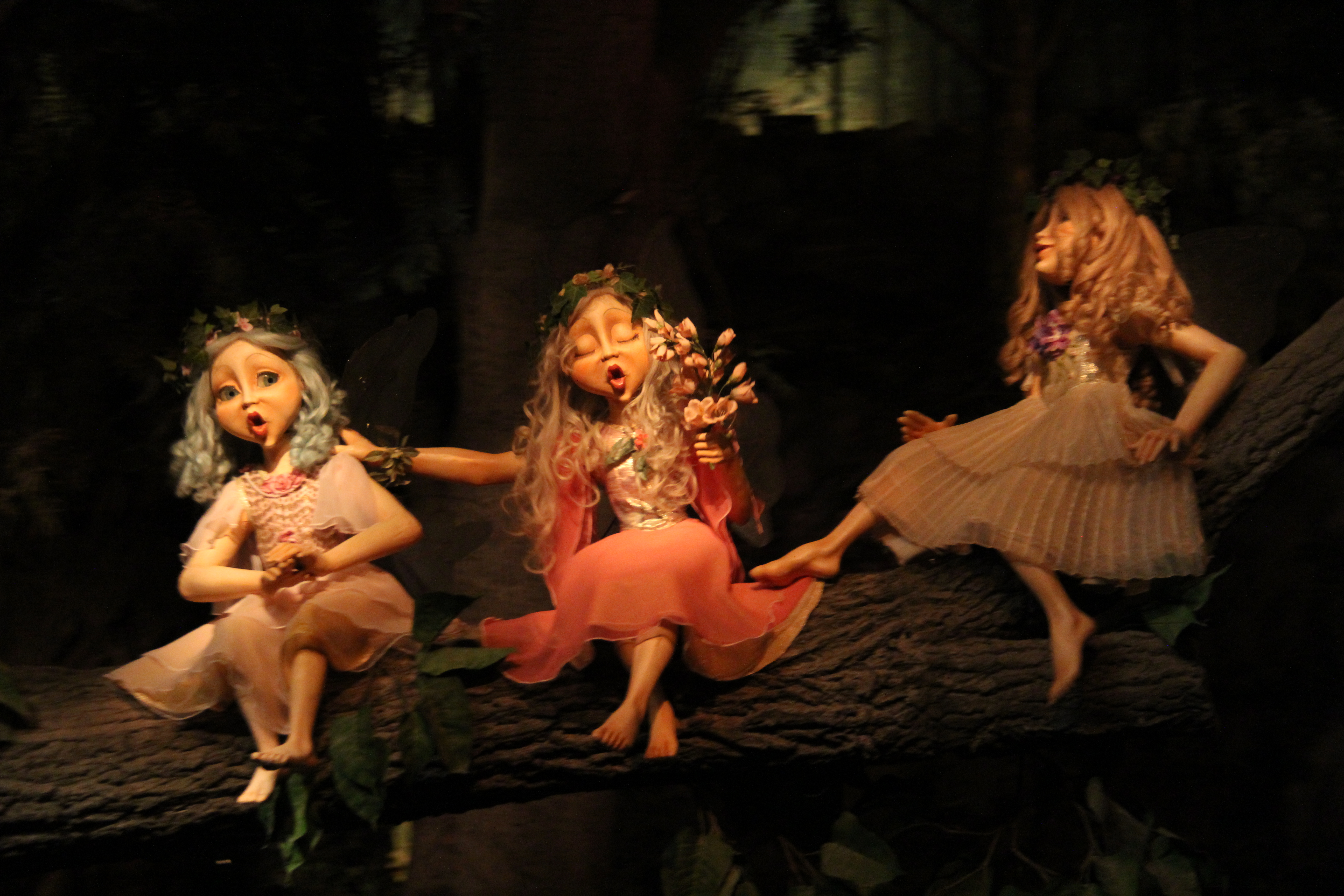
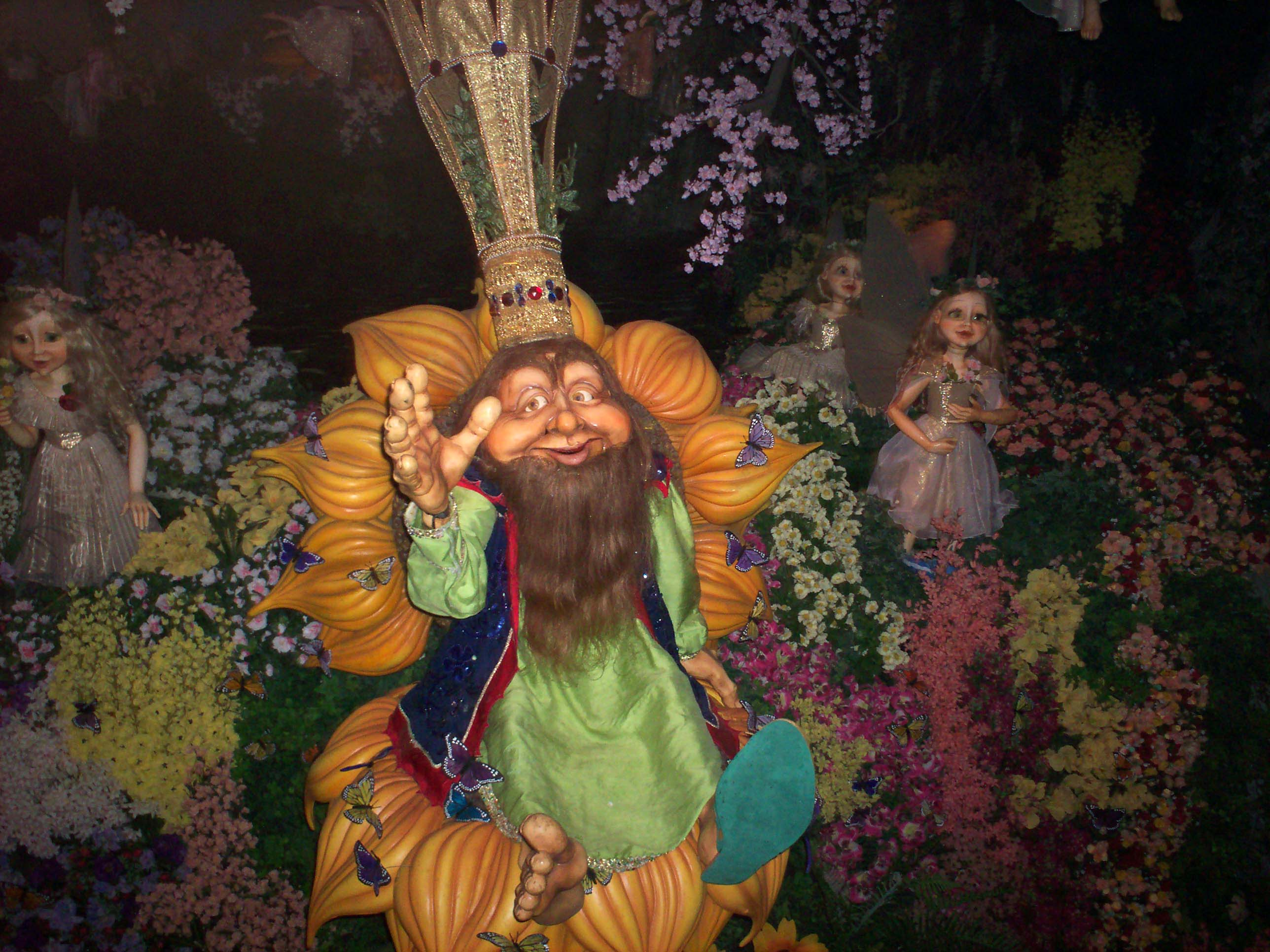
Oberon
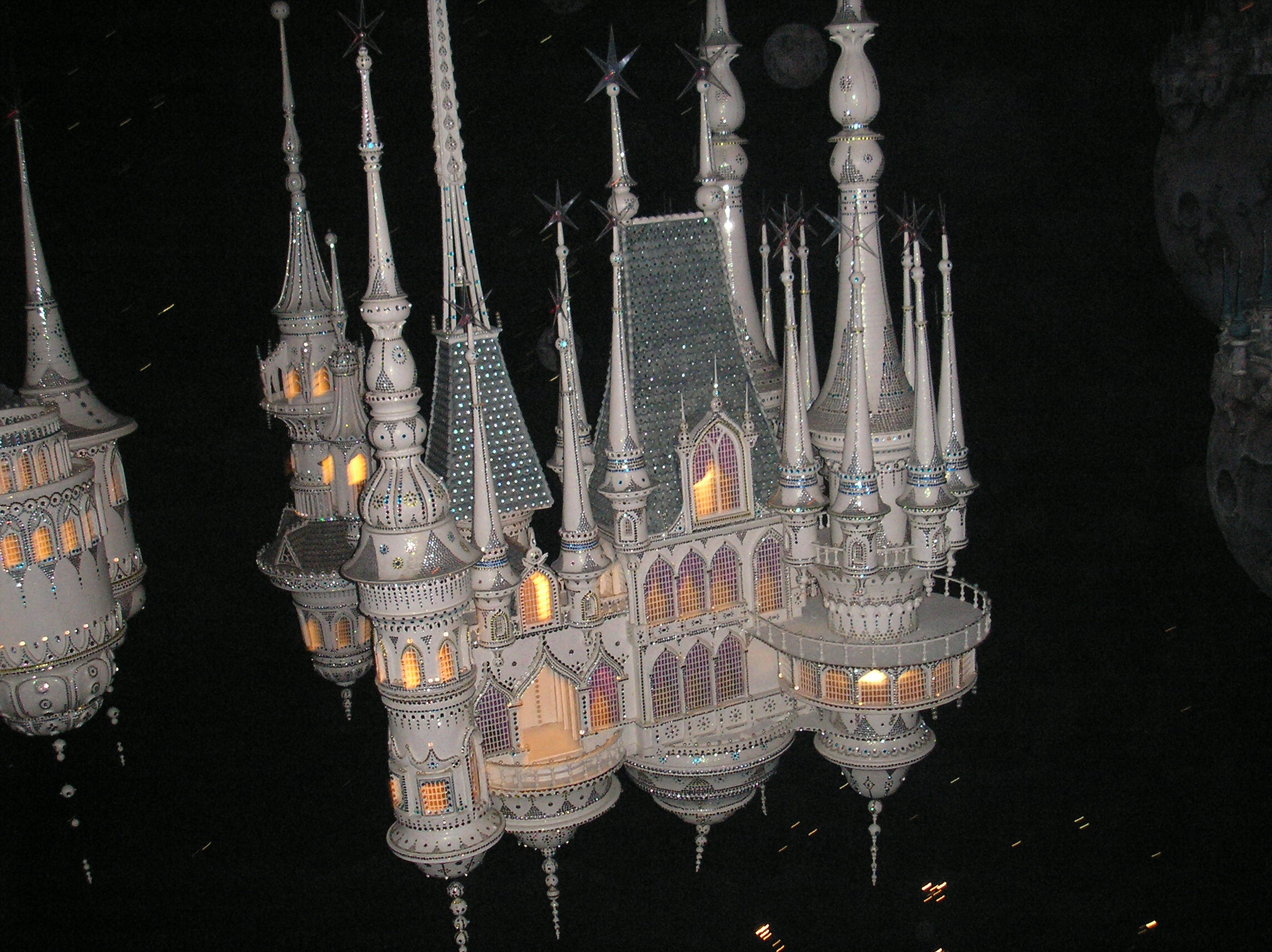
Hemelburchten
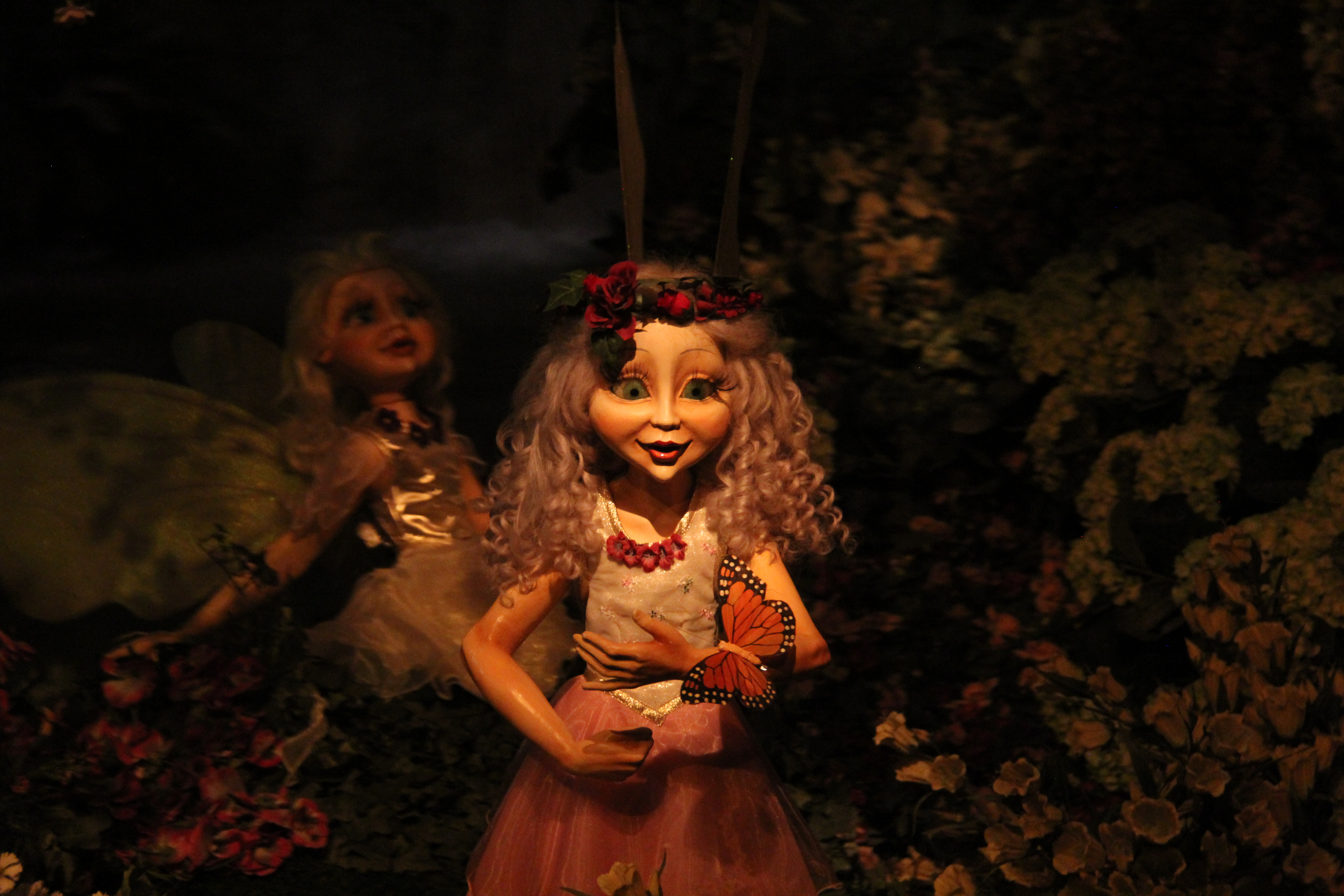

### Virtuele droomvlucht
Droomvlucht is om veiligheidsredenen niet toegankelijk voor bezoekers met een beperking. Sinds 12 april 2018 is er voor hen een alternatief, net als bij Villa Volta. Naast de uitgang van de attractie bevindt zich een aparte ruimte waar zij de rit in virtual reality kunnen beleven via een speciale bril die ze daar opzetten, waarbij ze via een audioverbinding kunnen communiceren met hun medebezoekers die wel in de attractie gaan. Deze krijgen hiervoor op vertoon van een speciale kaart die zij meekrijgen een headset uitgereikt voordat zij in de gondel stappen. Er wordt gebruik gemaakt van geur- en windeffecten en muziek, net als in de ‘gewone’ Droomvlucht.
De attractie is gelegen op het Ton van de Venplein en het themagebied Marerijk, op de locatie waar van 1993 tot 2016 de winkel Dromerijen gevestigd was.

## Horeca en souvenirwinkel
Bij de attractie zijn twee horecapunten. Het horecapunt in de wachtrij heet Lekkernijen en de horecagelegenheid heet de Gulden Gaarde. Ook is er een souvenirwinkel, de Dromerijen.

## Musical

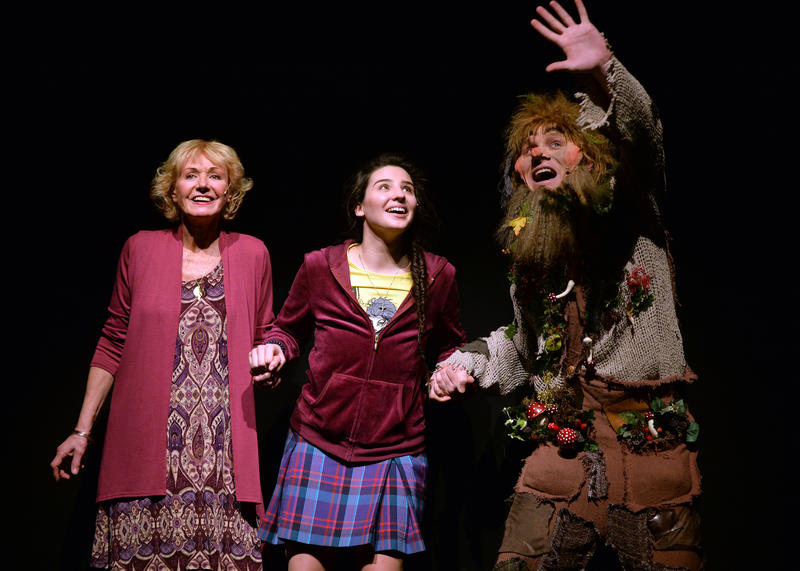
Tijdens het optreden

Efteling Theaterproducties en Joop van den Ende Theaterproducties presenteerden in 2011 'Droomvlucht de Musical'. Deze familiemusical was een eerste coproductie van Efteling Theaterproducties en Joop van den Ende Theaterproducties en de eerste musical die was gebaseerd op een attractie uit de Efteling. De musical vertelt het verhaal van Lila, een meisje dat zich vergeten voelt in het drukke bestaan van haar ouders. Wanneer ze weer eens bij haar oma logeert, verschijnt er een vuurvliegje dat haar meeneemt naar de elfen- en trollenwereld. Hier aangekomen wacht haar een betoverende reis en spannende avonturen. De cast bestond uit onder anderen Doris Baaten, Hugo Haenen, Rosalie de Jong, Jorge Verkroost en Steve Beirnaert. Vanaf 28 september 2011 waren er try-outs en op 9 oktober 2011 ging de musical in première in Theater de Efteling.

## Trivia
- In de attractie wordt gebruikgemaakt van geureffecten.